# Mathias Rundgreen
Mathias Rundgreen, né le 21 février 1991, est un fondeur norvégien.

## Biographie
Membre du club Byåsen IL, il est au départ de sa première course FIS en fin d'année 2008, puis fait ses débuts internationaux en 2011 aux Championnats du monde junior, où il remporte la médaille d'or avec relais et se classe au mieux dixième en individuel (10 kilomètres). Chez les moins de 23 ans, il prend la dixième place d'épreuves en 2012 et 2013, avant de décrocher la médaille de bronze sur quinze kilomètres en 2014.
Rundgreen obtient ses premiers podiums dans la Coupe de Scandinavie lors de l'hiver 2013-2014, puis sa première victoire en fin d'année 2014 à Lillehammer.
En mars 2014, à Oslo, il participe à sa première épreuve de Coupe du monde. Il obtient son premier top 10 dès la saison suivante lors du sprint de Lahti. Il monte sur son premier podium en fin d'année 2015 avec une deuxième place sur le relais de Lillehammer et remporte sa première victoire en relais en janvier 2016 à Nové Město avec Sjur Røthe, Martin Johnsrud Sundby et Finn Hågen Krogh.
En février 2017, il se classe troisième du skiathlon de Pyeongchang, devançant Konstantin Glavatskikh à la photo-finish pour monter sur son premier podium individuel en Coupe du monde.

## Palmarès

### Coupe du monde
- Meilleur classement général : 54e en 2017.
- 1 podium individuel : 1 troisième place.
- 2 podiums par équipes : 1 victoire et 1 deuxième place.

#### Classements par saison
| Saison / Épreuve | Général | Général | Distance | Distance | Sprint | Sprint |
| ---------------- | ------- | ------- | -------- | -------- | ------ | ------ |
| Saison / Épreuve | Place   | Points  | Place    | Points   | Place  | Points |
| 2015             | 72e     | 76      | 56e      | 40       | 48e    | 36     |
| 2016             | 90e     | 38      | 61e      | 27       | 81e    | 11     |
| 2017             | 54e     | 120     | 34e      | 98       | 57e    | 22     |
| 2019             | 94e     | 51      | 56e      | 41       | 90e    | 10     |

### Championnats du monde junior
- Médaille d'or en relais en 2011 à Otepää.

### Championnats du monde des moins de 23 ans
- Médaille de bronze du 15 km classique en 2014 à Val di Fiemme.

### Coupe de Scandinavie
- 2e du classement général en 2015.
- 12 podiums, dont 2 victoires.